# 晋美彭措
法王如意宝晋美彭措（藏語：འཇིགས་མེད་ཕུན་ཚོགས་འབྱུང་གནས་，1933年1月28日—2004年1月7日），通称晋美彭措，又译为牛麦彭措，1933年生于青海省果洛藏族自治州班玛县，宁玛派喇嘛，1980年在色达县创立喇荣五明佛学院。
1933年1月28日（藏历水鸡年一月三日），晋美彭措出生于青海省班玛县的一个藏族游牧民家庭。两岁时，他被确定为列洛林巴（1852–1926）的转世灵童。14岁时依止堪布四朗仁庆等闻思显密经论，并开始转法轮。22岁时受比丘戒，严持戒律。并修习无上金刚乘大法，成就生圆次第之证果迹象多达无数。
晋美彭措法王是康区藏传佛教宁玛派最具影响力的喇嘛，索达吉堪布、慈诚罗珠堪布、益西彭措堪布均出自其门下。1980年他在色达县创立喇荣五明佛学院，开始弘法利生事业。
晋美彭措法王也是一个非凡的伏藏师，他在中國的各個藏区和印度部分地区发现了很多伏藏。1990年代，他开展反屠宰运动，呼吁藏族牧民停止把牦牛作为商业销售，以避免牦牛被大量屠杀。
2004年1月7日（藏历木猴年十一月十五日），他在成都示寂。

## 人物生平
據傳晋美彭措出生时，头部朝上，身体端直，趺跏而坐，睁开双眼，琅琅念诵文殊心咒“唵阿喇巴札那谛”（Om A Ra Pa Za Na Di）七遍。后来被众多大成就者依授记认证为伏藏大师列洛林巴的转世。如法界金刚大师的伏藏品中说：“昔日印度罗汉萨格拉，莲师座下降魔金刚尊，萨迦派法王根嘎嘉村，格鲁派中给洛华桑尊，木纳地方跟桑丘札等。”
三四岁时，大恩上师已对全知米滂仁波切具有不共的信心，每当祈祷仁波切时，就认为是在祈祷文殊菩萨。十五岁时广闻无量显密教法，对光明大圆满产生了极为猛厉的信心。该年对全知米滂仁波切至心祈祷，短期内念完祈祷文一百万遍，并在读诵《直指心性》一万遍时，显现证悟大圆满觉性，当时的证悟境界写于《大圆满直指心性大疏》中。
十四岁时，舍离尘世，在札宗堪布索南仁亲前剃度。
十六岁时依止根本上师托嘎如意宝，在上师前全面地听闻显密教法，尤其是大圆满的灌顶、传承及诀窍。此外依止了观音上师班玛斯德、大成就者南卡晋美等十余位大德，听受显密法要。
1980年10月10日，大恩上师创办喇荣五明佛学院，从此显现出日益广大的弘法利生事业。
在建院二十余年中，大恩上师始终不间断地为四众弟子广传显密法论，传授显宗五部大论，密宗甚深修部及顶乘大圆满的诀窍、绩部、注疏等。对各宗各派，上师一贯平等弘护。经上师培养，学员出现了数百位活佛、堪布，他们分赴各地传播妙法，复兴了衰微的西藏佛法。因此，大恩上师被誉为整个雪域无上的怙主，是千百年前被释迦佛及莲花生大士等诸多成就者所授记的三世诸佛的总集，诸多印藏成就者的共同化身，即生现证菩提果的圣者，通达显密法海的大阿阇黎，严持三乘戒律的持律上首，智悲圆满讲辩著的自在者，重兴佛教的中流砥柱，无偏弘扬显密教法的大法将，息灭众生罪业热恼的清凉皓月，见闻忆触必得解脱的如意宝王，引领有情往生极乐的最胜导师，当今光明大圆满法的教主，末法时代芸芸众生的依怙，消除五浊黑暗的红日。
为使弟子们学修并进，大恩上师规定每年定期举行四次大法会，即藏历神变月持明大法会、萨迦月金刚萨埵法会、释迦佛转法轮日普贤云供法会及天降月极乐法会。其中，特为汉族弟子安排的是金刚萨埵法会，选定在释迦佛诞生、成道、涅槃三大吉祥日聚集的萨迦月举行（藏历四月初八、十五）。
鉴于末法时代，众生不能深信因果，难出苦海。上师对因果法门的学修极为注重，虽然年迈。仍为弟子传授《百业经》、《贤愚经》等。在传法时，谆谆教诫：应谨慎取舍，守持净戒。由此引导弟子遵循因果规律，自觉地趋入菩提道。
在《大圆满应成根本颂》中，普贤王如来授记：末法时代是金刚萨埵佛尊普度众生的时代。因缘际会，时机成熟，大恩上师任运展开广弘金刚萨埵法门的伟大利生事业。
1994年，在青海莲宝湖，上师取出《金刚萨埵伏藏广法仪轨•净除一切罪障》。在仪轨的最后一行小字中，莲花生大士授记：此仪轨与汉地众生有特殊因缘，将利益以汉地众生为主的广大众生。
1997年，在上师大圆满智慧中又自然显现出意伏藏《金刚萨埵修法仪轨•如意宝珠》，此仪轨较前简略，着重祈祷，不论灌顶与否均可修持。
1999年，上师倡导国内外弟子共修金刚萨埵，所报心咒数量高达三千亿。
世纪之交，以大恩上师的广弘愿力，金刚萨埵法门的光明日渐炽盛，广大汉地出现了前所未有的修持热潮，无论是个人奉为日课经勤持诵，或是大众共修剋期净障，都取得了显著的成效，充分证实了莲师的授记真实不虚。

## 遗训
- 莫舍己道，勿扰他心

## 著作
- 《勝利道歌‧天鼓妙音》：心一堂出版社，2015年1月10日初版，ISBN 9789888316274
- 《不離》：華文出版社, 2014年1月1日初版，ISBN 9787507540727

## 备注
1. ↑  འཇིགས་མེད་音为“吉美”，意为无畏；ཕུན་ཚོགས་音为“彭措”，意为“豐盛”；འབྱུང་གནས་音为“炯耐”，意为“發祥地”